# Genevieve Tobin

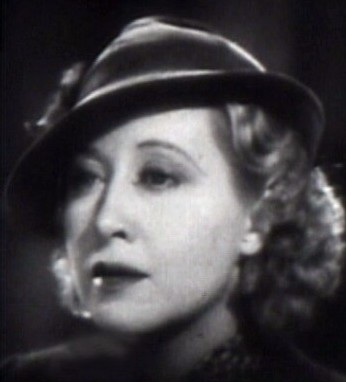
Genevieve Tobin i Den förstenade skogen (1936).

Genevieve Tobin, född 29 november 1899 i New York, död 21 juli 1995 i Pasadena, Kalifornien, var en amerikansk skådespelare. Tobin filmdebuterade som barnskådespelare 1910, och debuterade på Broadway 1912. Tobin medverkade främst i komedier, men spelade också drama, exempelvis Kung Lear. Hon medverkade i 41 filmer, varav majoriteten var under 1930-talet. Hon gifte sig med regissören William Keighley 1938, och drog sig tillbaka 1940.
Hon har en stjärna på Hollywood Walk of Fame vid adressen 6119 Hollywood Blvd.

## Filmografi (i urval)
- 1931 – Mellan två kvinnor
- 1932 – En timme med dig
- 1933 – Perfect Understanding
- 1934 – Kärlek måste man ha!
- 1935 – Kvinnan i rött
- 1936 – Den förstenade skogen
- 1940 – Min man har en väninna